# Deniz Akdeniz
Pour les articles homonymes, voir Akdeniz.
Deniz Akdeniz est un acteur australien né le 16 mai 1990 à Melbourne, Australie.

## Biographie
Deniz Akdeniz est né le 16 mai 1990 à Melbourne, Australie. Ses parents ont émigré d'Izmir, en Turquie, en 1987.
Son père, Atilla, est chargé de cours à l'Université de Melbourne et sa mère, Aysel, est chercheuse en biochimie.

## Filmographie

### Cinéma

#### Longs métrages
- 2005 : Puppy (en) de Kieran Galvin (en) : Omar
- 2010 : Demain, quand la guerre a commencé de Stuart Beattie : Homer Yannos
- 2014 : I, Frankenstein de Stuart Beattie : Barachel
- 2014 : La Promesse d'une vie de Russell Crowe : Iman en 1919
- 2014 : April Rain (de) de Luciano Saber : Tariq
- 2016 : The Wedding Party de  Kemi Adetiba : Pasteur Kyle
- 2020 : La voix du succès de Nisha Ganatra : Spencer
- 2020 : Sightless (en) de Cooper Karl : Omar, l'infirmier
- 2022 : Interceptor de Matthew Reilly : Lieutenant Sam Harris
- 2023 : You Hurt My Feelings (en) de Nicole Holofcener : Vince

#### Courts métrages
- 2011 : Absence de Jack Naylor : Alexi
- 2016 : The Great Break-Up Contest de Thane Economou : Dave
- 2016 : Collar de Rowan Maher : Un terroriste

### Télévision

#### Séries télévisées
- 2007 - 2009 : Trop la classe ! : Raff
- 2014 : Graceland : Agent Wayne Zelanski
- 2015 : Perception : Jesse Branson
- 2015 : Jessie : Marco
- 2015 : South Beach : Michael Bell
- 2016 : Code Black : Manny Petrosia
- 2016 : Hunters : Mato
- 2016 : Rush Hour : Hassan Tawfik
- 2016 - 2017 : Once Upon a Time : Aladin
- 2017 : Jane the Virgin : Alex
- 2017 : Marvel : Les Agents du SHIELD : Virgil
- 2018 : S.W.A.T. : Micah
- 2019 : Magnum : Mike Trevino Jr
- 2019 : For the People : Theo
- 2019 : For All Mankind : Paul Santoro
- 2020 : Siren : Robb Wellens
- 2020 : Release : Nick
- 2020 - 2022 : The Flight Attendant : Maxwell "Max" Park
- 2022 : The Cleaning Lady (en) : Tarik Bersamian
- 2022 : United States of Al (en) : Dirk
- 2022 - 2023 : The Rookie: Feds : Mark Atlas
- 2024 : High Potential : Lev "Oz" Osman

#### Téléfilm
- 2013 : Le Noël où tout a changé de Jim Fall : Maverick

### Jeux vidéos
- 2016 : Battlefield 1 : Lionel
- 2016 : Call of Duty: Infinite Warfare : Wolf
- 2017 : Mass Effect: Andromeda : voix additionnelles